# Догма (фільм)
«До́гма» (англ. Dogma) — американський художній фільм, що вийшов у 1999 році в США. Прем'єра фільму відбулася 21 травня на Каннському кінофестивалі.
Український переклад зробила Студія «Омікрон» на замовлення Гуртом..

## Сюжет
Остання битва у війні між Добром і Злом відбудеться в Нью-Джерсі в самому кінці 20-го століття.
У першій сцені літній чоловік дивиться на океан, а на нього нападають троє підлітків із клюшками для хокею.
Католицька церква проводить піар-акцію: «Католицизм — вау!» для збільшення пастви. У ході цієї акції було замінено головний символ християнства — розп'яття, також тим, хто пройде через арку собору, обіцяли відпустити всі гріхи. Цим хочуть скористатися два янголи-відступники Локі (Янгол Смерті) і Бартлбі (спостерігач) для того, щоб повернутися в Рай (їх було вигнано з неба після того, як Бартлбі переконав Локі припинити вбивати грішників). Їм потрібно скинути крила (тоді вони стануть людьми), пройти через арку і померти.
Такий хід подій — план демона Азраїла, що ладен знищити весь світ заради того, щоб припинилися його муки у пеклі.
Проте таким чином вони знищать світ. Адже Бог не може помилятися, і якщо відступники потраплять у Рай, то верх стане низом, чорне — білим.
Врятувати світ належить «останній з роду» — працівниці аборт-клініки Віфанії Слоун. Віфанія ображена на Бога через те, що не може мати дітей (через це від неї пішов чоловік). Каже, що в дитинстві справді мала віру, але тепер ходить в церкву за звичкою. Проте вночі до неї з'являється Метатрон — Голос Божий (актор — Алан Рікман) і пояснює, що загрожує світові. Віфанія має знайти двох пророків і з ними зупинити янголів. Двома пророками виявилися збоченці Джей і Мовчазний Боб. У подорожі до Нью-Джерсі вони зустрічають також тринадцятого апостола — темношкірого Руфуса (до речі, за фільмом, Ісус Христос також темношкірий) та Музу (Сальма Гайєк, що на землі працює стриптизеркою).
Локі продовжує вбивати грішників — замінив меча на пістолета. Так, янголи завітали до компанії, емблемою якої є золотий тілець, і звинувачують їх в ідолопоклонстві.
Зрештою, янголи, Віфанія з Руфусом і пророками опиняються на одному потязі. Там Віфанія в нетверезому стані розповідає про свою місію Бартлбі. Після цього споглядач намагається вбити жінку. Його світогляд змінюється. Він не може зрозуміти, чому Бог спочатку створив янголів, але більше любить людей? Адже Бог не дав янголам навіть права вибору, на відміну від людей, що навіть не всі вірять в існування Творця.
Після того, як Мовчазний Боб викинув янголів з потяга, Бартлбі та Локі йдуть до католицького храму. Бартлбі вбиває людей, що зібралися на піар-акцію.
До Віфанії знову з'являється Голос Божий і відкриває їй, що вона є родичкою Ісуса Христа (пра-пра-пра-пра-пра-пра племінницею). Тепер Віфанія не може відступитись від того, що вона повинна зробити. Щоб повернути світ до нормального існування, вона повинна знайти Бога. Справа в тім, що Бог (за фільмом — вона) — дуже азартна. Тому вона часто спускається на землю і грає в доміно. Проте нині злі сили не пускають її назад на небо.
У тий час, як Бартлбі повбивав всіх людей, що зібралися біля храму та вбив свого друга Локі, що відмовився далі підтримувати його, Віфанія здогадалася, що Бог нині знаходиться в тілі паралізованого чоловіка, що лежить у лікарні поблиз храму. Коли Бартлбі вже був готовий проходити через арку, Віфанія звільнила Бога з людської плоті і врятувала світ.
Бог відновила спокій та порядок на землі. А Метатрон подарував Віфанії те, що вона так хотіла — дитину.
Головна думка фільму в тому, що у людей повинна бути не віра, а ідея.

## У головних ролях
- Бен Аффлек — Бартлбі (спостерігач)
- Метт Деймон — Локі (Янгол Смерті)
- Лінда Фіорентіно — Віфанія Слоун
- Сальма Гаєк — Муза (Серендіпіті)
- Джейсон Лі — Азраїл
- Алан Рікман — Метатрон
- Кріс Рок — Руфус (13-тий апостол)
- Джейсон Мьюз — Джей
- Кевін Сміт — Мовчазний Боб
- Аланіс Моріссетт — Бог
- Ітан Саплі — Голготан Номан
- Джордж Карлін — Кардинал

## Касові збори
Касові збори кінострічки становлять $30 652 890.

## Кінокритика
- На сайті Rotten Tomatoes фільм отримав рейтинг у 68 % (85 схвальних відгуків і 41 не схвальних).[6]

## Цікаві факти
- Костюм Бога коштує: сукня 40.000,00$ та взуття 2,00$
- Фраза Руфуса «Чи знаю я Його? Ісус винен мені 12 баксів!» є імпровізацією Кріса Рока.
- В одній зі сцен Локі повинен бути п'яним. Для того, щоб погляд актора був максимально нечітким, Метт Деймон кружляв на місці.
- Спочатку в Азраїла ріжки були накладними. Але потім їх переробили за допомогою комп'ютерної графіки
- У фільмі безліч посилань на різноманітні комікси. Наприклад, один із помічників Азраїля вдягнений у футболку із Хеллбоєм, Бартлбі каже: «Не зліть мене. У гніві я вам не сподобаюся» (посилання на Халка)
- Мовчазний Боб у фільми має дві репліки. Перша (коли викидає Локі та Бартлбі з потяга): «Безбілетники» (посилання на фільм «Індіана Джонс і останній хрестовий похід») та друга — «Дякую» (на те, що Руфус пообіцяв розповісти про них Ісусові).
- Декілька романо-католицьких організацій виступили в протест фільму. Проте у титрах на початку сказано, що фільм не варто сприймати всерйоз — адже Богові також притаманне почуття гумору.
- Каптури в одязі янголів символізують німби
- Кевін Сміт та Лінда Фіорентіна не змогли знайти спільну мову і навіть не розмовляли під час зйомок фільму

## Джерело
- Офіційний вебсат [Архівовано 28 серпня 2010 у Wayback Machine.]
- Фільм Догма[недоступне посилання з липня 2019]